# Antonino Calderone

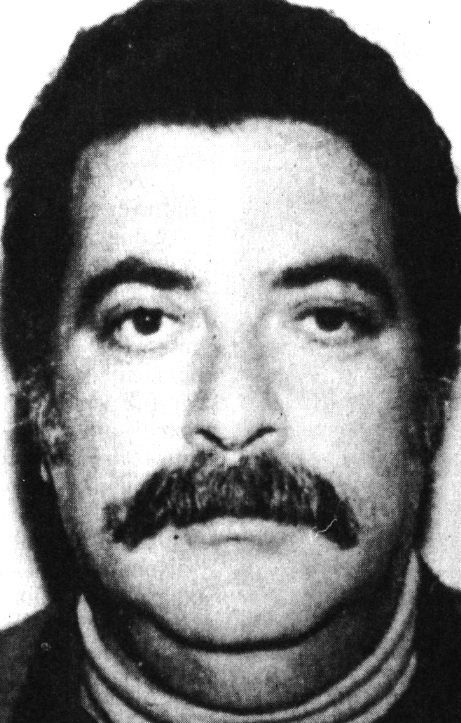
El jefe de la Mafia de Catania arrepentido Antonino Calderone.

Antonino Calderone (Catania, 24 de octubre de 1935 - 11 de enero de 2013) fue un mafioso siciliano que se convirtió en colaborador de la justicia (pentito) en 1987 después de su arresto en 1986. 
Antonino era el hermano del asesinado Giuseppe Calderone, jefe de la Familia criminal de Catania. Las memorias de Antonio, Gli uomini del disonore. La mafia siciliana nella vita di un grande pentito Antonino Calderone, fueron publicadas en 1992 por el sociólogo antimafia Pino Arlacchi y son consideradas como un manual para la comprensión de la Cosa Nostra y la vida de un mafioso. Fueron traducidas a muchos idiomas.

## Trayectoria mafiosa
Originalmente, Catania no era una zona histórica de mafia. La mafia estaba mucho más infestada en la parte occidental de Sicilia. Según Antonino Calderone, la primera familia mafiosa de Catania fue fundada por Antonio Saitta. Este había sido procesado por el llamado Prefecto de Hierro de Mussolini, Cesare Mori. Una de sus hijas era la madre de Giuseppe y Antonino Calderone. Otro tío había ayudado a la mafia a reorganizarse después de la Segunda Guerra Mundial, organizando el mercado negro de contrabando de cigarrillos.
Antonino Calderone, narrando su ritual de iniciación en Catania en 1962, recuerda que se sorprendió al ver a las personas reunidas que conocía y que nunca sospechó que pertenecían a la mafia, y no ver a la gente que pensaba que eran de la organización. A pesar de ser de una histórica familia mafiosa y hermano del jefe de la mafia de Catania, Calderone no era consciente de lo que estaba pasando.
Antonino Calderone se convirtió en el subjefe de la familia mafiosa de Catania. El 10 de septiembre de 1978, su hermano y jefe de la mafia de Catania, Giuseppe Calderone, fue asesinado por su antiguo amigo y protegido Benedetto Santapaola. Santapaola había forjado una alianza con los corleonesi y se hizo con el mando de la familia.
Calderone estaba cada vez más marginado y decidió dejar Catania en 1983 temiendo por su vida. Con su esposa y sus tres hijos se trasladó a Niza, donde dirigió un lavandería. El 9 de mayo de 1986, fue detenido en Niza.

## Pentito
Mientras estaba en la cárcel de Niza, Calderone se convenció de que estaba a punto de ser asesinado por otros reclusos sicilianos. De repente, empezó a gritar pidiendo un guardia carcelario y solicitó ver al director de la prisión. Dijo que quería hablar con el juez Giovanni Falcone. Calderone fue trasladado a un hospital psiquiátrico para su propia protección.
El 9 de abril de 1987, Falcone - junto con el fiscal francés Michel Debaq se sentaron cara a cara con Calderone en una prisión de Marsella. Después de una primera negativa a hablar, Calderone de repente dijo: " Yo sé mucho acerca de la mafia, porque soy un miembro de ella." Una vez que empezó, Calderone habló durante casi un año.
Falcone voló una vez por semana a Marsella, recopilando alrededor de 1000 páginas de la deposición de Calderone. Resultó ser un testimonio muy preciso. Se verificaron más de 800 detalles. El 19 de marzo de 1988, Falcone emitió 160 órdenes de captura sobre la base del testimonio de Antonino Calderone.

## Mafia en Catania
Mientras anteriores pentiti habían sido todos de Palermo, Calderone describió el mundo de la Cosa Nostra en Catania, la principal ciudad y centro industrial de la zona este siciliana. Declaró sobre la relación entre la mafia y los cuatro Cavalieri del Lavoro (Caballeros del Trabajo) de Catania: los constructores Carmelo Costanzo, Francesco Finocchiaro, Mario Rendo y Gaetano Graci – que necesitaban a la mafia para su protección. Se destruyeron obras de construcción de las empresas rivales y al menos un rival de Costanzo fue asesinado.
Calderone también se refirió a los vínculos de la Cosa Nostra con la policía, la masonería, los jueces y los políticos de Catania y el gobierno italiano. "Nosotros en Catania, cuando teníamos un problema con el poder judicial, nos dirigíamos al jefe local masón.  Sabíamos que muchos magistrados eran miembros de la logia y que, gracias al jefe local, podíamos incluso interferir en los procesos penales en curso ", dijo Calderone.
La mafia de Catania era en general capaz de conocer las órdenes de detención antes de que fueran emitidas. Cuando se necesitaba un pasaporte falso se dirigían a "sus" miembros del parlamento en Roma, Giuseppe Lupis del Partido Socialista Democrático Italiano. Lupis era uno de los más votados en Catania.
Según Calderone, la década de 1970 fue un punto de inflexión en la relación entre la mafia y la política. La mafia empezó a sentirse superior y los políticos no podía rechazar las solicitudes de favores.

## Testimonios
Calderone era diferente de anteriores pentiti como Tommaso Buscetta y Salvatore Contorno. Aunque no expresó ningún arrepentimiento por sus crímenes, Calderone parecía sufrir auténticos remordimientos.
Como hermano de un miembro de la Comisión, Calderone sabía mucho sobre el funcionamiento de la Cosa Nostra y confirmó el papel esencial de la Comisión en los asesinatos más importantes de los años 70 y 80. Proporcionó testimonios de primera mano de los líderes de los corleonesi, Luciano Leggio, Totò Riina y Bernardo Provenzano. "Los jefes de Corleone no tenían ningún tipo de educación pero eran astutos y diabólicos," dijo Calderone sobre Riina y Provenzano. "Los dos eran inteligentes y feroces, una combinación poco frecuente en la Cosa Nostra."
Una de las más extrañas anécdotas relacionadas con Calderone fue la de Riina dando un sentido elogio en el funeral de su hermano asesinado, a pesar de que Riina había sido el mandante de su ejecución. Sin embargo, la admiración de Riina por Giuseppe Calderone podría haber sido sincera: lamentaba tener que darle muerte. 
La revelación más explosiva de Calderone fue sobre Salvo Lima, principal lugarteniente del primer ministro Giulio Andreotti en Sicilia, y los primos Salvo, los ricos recolectores de impuestos de la isla. Describió cómo él mismo y su hermano consultaron con Lima y los primos Salvo el hecho de transferir a Catania un oficial de policía entregado a la causa.

## Analista de la mafia
Calderone testificó en numerosos juicios, entre otros en las apelaciones del Maxi Proceso y en el juicio contra Giulio Andreotti. En 1992 publicó un libro con el sociólogo antimafia Pino Arlacchi sobre su vida en la Cosa Nostra, que fue traducido a muchos idiomas. Estas memorias se leen como un manual para la comprensión de la Cosa Nostra y la vida de un mafioso.
Tras el asesinato de Giovanni Falcone, Calderone dio cuenta de un pequeño pero preciso análisis de dicho ataque: "Este espectacular atentado no es del interés de la mafia ... es un signo de debilidad." El asesinato había sido necesario debido a una serie de importantes golpes sufridos, según Calderone. "Falcone había sido condenado a muerte mucho tiempo atrás, pero la sentencia ya no se podía postergar por dos razones: por la decisión de la Corte Suprema al confirmar las condenas a cadena perpetua de los jefes de la Comisión … y por la creciente certeza de que Falcone se convertiría en un súper fiscal. Mientras las condenas pudieran ser revocadas en Roma, no había necesidad de actuar. Sin embargo, una sentencia de cadena perpetua definitiva desató una reacción de rabia. Los corleonesi y las familias vencedoras perdieron la cabeza." Llegó a predecir que se cometerían otros asesinatos: "Cosa Nostra cuenta con un pequeño libro y por cada nombre hay un tiempo."

## Citas
- Al fin y al cabo, todo mafiosos sabe perfectamente de donde procede su poder. La gente tiene miedo de ser agredida físicamente, y, más que eso, nadie quiere arriesgarse a ser asesinado.[2]

- En un mundo tan complicado como es la Cosa Nostra, incluso los errores más pequeños son recordados durante años y esto da lugar a miles de relaciones confusas; ... no faltan nunca las sospechas y las hipótesis siniestras.[10]

- El mafioso es como una araña, una red de amigos, de conocidos, de obligaciones.[11]

- Uno entra y sale de la Cosa Nostra manchado de sangre. Vosotros mismos lo comprobaréis, dentro de un rato, como uno entra lleno de sangre. Y si la abandonáis, lo haréis manchados de sangre porque seréis asesinado.[12]

- Alrededor de cada hombre de honor de un cierto rango, siempre hay un círculo de veinte, treinta jóvenes que no son nadie deseosos de convertirse en alguien.[13]

- Los demócratacristianos eran realmente demócratas: se repartían el poder. Si conseguías llegar a un acuerdo, podías engañar mucho más.[14]

## Biografía
- Arlacchi, Pino & Antonio Calderone (1992). Gli uomini del disonore. La mafia siciliana nella vita di un grande pentito Antonino Calderone, Milano, Mondadori, 1992.